# Świętobor Młodszy
Świętobor (II) Młodszy (ur. w latach 1180-1190?, zm. około 1244) – XIII-wieczny możny pomorski, członek rodu Świętoborzyców.
Syn Kazimierza Starszego, posiadał dobra rodowe w okolicach Kołbacza i Szczecina. Po raz pierwszy wystąpił w dokumencie z 1219 roku, jako świadek przy czynnościach prawnych na rzecz kasztelana kołobrzeskiego Czyrnka. W tymże roku nadał (wraz z matką) cystersom kołbackim – wieś Smierdnicę nad rzeką Płonią, wraz z przyległościami. W latach 1234–1243 poczynił liczne donacje na rzecz klasztoru w Kołbaczu. Cystersom ofiarował m.in. wsie: Stare Czarnowo, Babin, Chabowo, Bielkowo, Sobieradz oraz Żelewo. W konsensie księcia Barnima I na nadanie cystersom Chabowa w 1244 roku, wystąpił już syn możnego pomorskiego – Kazimierz, co wskazuje, że Świętobor musiał umrzeć około tego roku.
Pochowany został prawdopodobnie w klasztorze kołbackim.